# Amiata (asino)

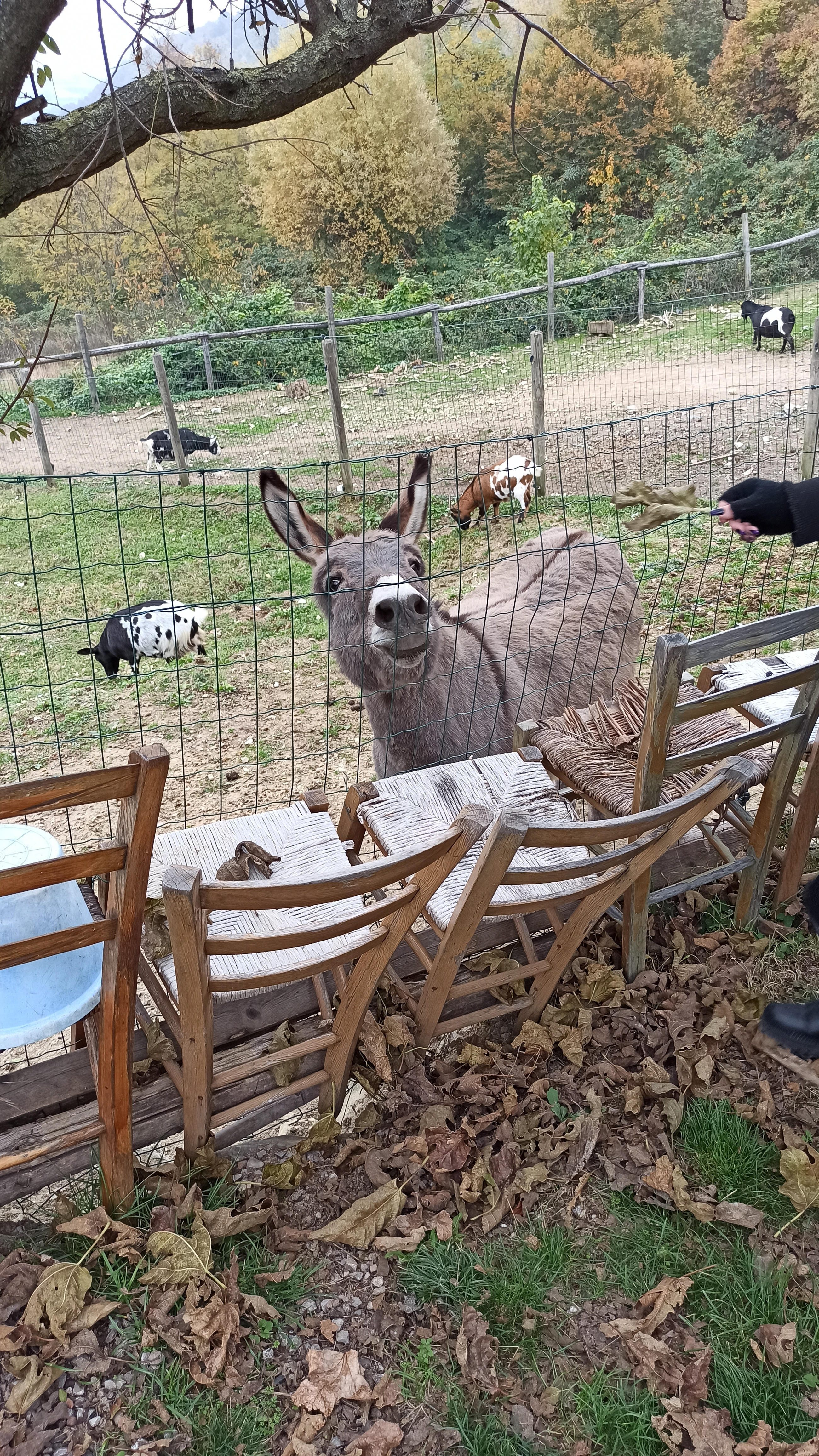
Asino presente nel comune di Montegrotto Terme

L'asino amiatino è una razza di asino molto antica, originaria del continente africano ed evolutasi in provincia di Grosseto, in particolare sul monte Amiata. Asini amiatini sono stati raffigurati anche da Giotto nella cappella degli Scrovegni di Padova.
Oggi la specie, nonostante il recupero e il registro nell'anagrafe di molti esemplari selezionati e autoctoni, è in via di estinzione. Nel 2009, la Coldiretti ha verificato un incremento nell'allevamento degli asini, e la razza Amiata risultava la più allevata, con 52 allevamenti e 984 capi in totale.
L'Istituto incremento ippico di Pisa alleva in località Cernaia, alle porte di Grosseto, un gruppo di femmine amiatine per il ripopolamento.

## Utilizzi
L'asino "amiatino" è una razza antica; nella zona del monte Amiata da cui prende il nome era usato come bestia da soma, da tiro e da cavalcatura; infatti, l'asino fin dall'antichità era usato come animale da trasporto di cose e persone più del cavallo, per la sua resistenza e agilità anche in zone collinari e la sua docilità.
Queste sue caratteristiche caratteriali e la tipicità di questa razza fanno sì che oggi sia riscoperta in varie parti d'Italia, dove viene allevato per esempio in agriturismi sia per escursioni someggiate che per praticare l'onoterapia, la pet therapy con gli asini.
Può anche essere allevato con bassa spesa (è frugale).

## Morfologia dell'animale
L'asino "amiatino" ha caratteristiche morfologiche uniche. Il manto grigio presenta la tipica croce nera che scende dal garrese alle spalle. Ha un corpo asciutto e muscoloso, orecchie dritte e bordate di scuro, muso dall'estremità sbiancata, groppa spiovente e collo robusto. Gli arti sono zebrati e, come in altre specie di ungulati tipici delle zone di montagna, sono corti e forti.
La femmina ha un'altezza al garrese tra i 119 e i 142 cm, mentre il maschio tra i 123 e i 147 cm. I maschi risultano più alti, con un'impalcatura scheletrica più consistente ed indici di ossatura e di costituzione più marcati. La femmina è più leggera, con testa più lunga e sottile e con una buona conformazione del bacino, tale da far pronosticare un buon sviluppo mammario migliorabile con un'adeguata selezione e quindi con una buona disponibilità alla carriera riproduttiva e produttiva. Lo sviluppo somatico non è ancora completato ai cinque anni di età specie per la circonferenza toracica e la larghezza del bacino. Per quanto concerne il profilo metabolico, si osserva, nei soggetti più anziani, una diminuzione del contenuto emoglobinico e del fosforo ematico, mentre tendono ad aumentare la creatinina ed il cloro.

## Vita
In cattività può vivere anche 40 anni.